# Chantier Scott
Le chantier Scott est le premier chantier naval établi à Saint-Nazaire, en France. Il s'agit du premier site de production situé sur les chantiers de l'Atlantique.

## Histoire
Le 18 janvier 1862, John Scott, industriel écossais, signe un contrat avec les frères Pereire de la Compagnie générale transatlantique (CGT), s'engageant sur la construction de cinq paquebots. John Scott possède des chantiers navals sur les bords de la Clyde, à Greenock, en Écosse. À Penhoët (port de Saint-Nazaire), quatre cales de construction sont réalisées. John Scott doit former la main d'œuvre locale. Ces chantiers serviront à la construction d'une partie des navires de la flotte de la Compagnie générale transatlantique qui a obtenu en 1861 un accord avec l'État français en signant un contrat de convention postale pour assurer pendant vingt ans une liaison maritime « entre Le Havre et New York et entre Saint-Nazaire et Panama ».
Le premier paquebot, l'Impératrice Eugénie est lancé le 24 avril 1864. En 1865, les trois premiers paquebots sont livrés à la CGT. Une crise économique s'abat sur la Compagnie générale transatlantique, le cinquième paquebot (le Saint-Laurent) en 1866. La banqueroute est prononcée le 25 novembre 1866. L'activité sera reprise sous le nom des Chantiers de L'Océan entre 1869-1870, sans succès, il est repris par la CGT pour fermer en 1870.

## Navires construits
- Impératrice Eugénie
- France
- Nouveau Monde
- Panama
- Saint-Laurent